# Sabrina Sabrok

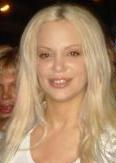
Sabrina Sabrok, 2008

Sabrina Sabrok, eigentlich Lorena Fabiana Colotta Sabrok (* 4. März 1976 in Buenos Aires), ist eine argentinische Schauspielerin und Sängerin. Darüber hinaus ist sie als Model tätig.
Sie war in Fernsehserien wie  La hora pico, Gran Hermano México oder Sabrina, El Sexo en su Máxima Expresión zu sehen.

## Diskografie
- Antisocial EP (2009)
- Jugando con sangre (2008)
- Sabrina EP (2006)
- Sodomizado estas (2002)
- Primeras Impresiones IV (2001)
- Primeras Impresiones III (1999)
- Primeras Impresiones II (1998)
- Primeras Impresiones (1997)[1]